# Velike Dole, Trebnje
Velike Dole este o localitate din comuna Trebnje, Slovenia, cu o populație de 46 de locuitori.